# Hipparchia pradensis
Hipparchia pradensis är en fjärilsart som beskrevs av Varin 1953. Hipparchia pradensis ingår i släktet Hipparchia och familjen praktfjärilar. Inga underarter finns listade i Catalogue of Life.